# 기요사토촌 (야마나시현)
기요사토촌(清里村)은 야마나시현 기타코마군에 있던 촌이다. 현재의 호쿠토시에 해당한다.

## 역사
- 1889년 7월 1일 - 정촌제 시행에 의해 기타코마군 기요사토촌이 성립하였다.
- 1956년 9월 30일 - 다카네촌에 편입해, 동일 기요사토촌은 폐지되었다.

## 교통

### 철도
- 일본국유철도
  - 고우미선

### 도로
- 국도 제141호선

## 참고문헌
- 角川日本地名大辞典 19 山梨県